# Habenscheid

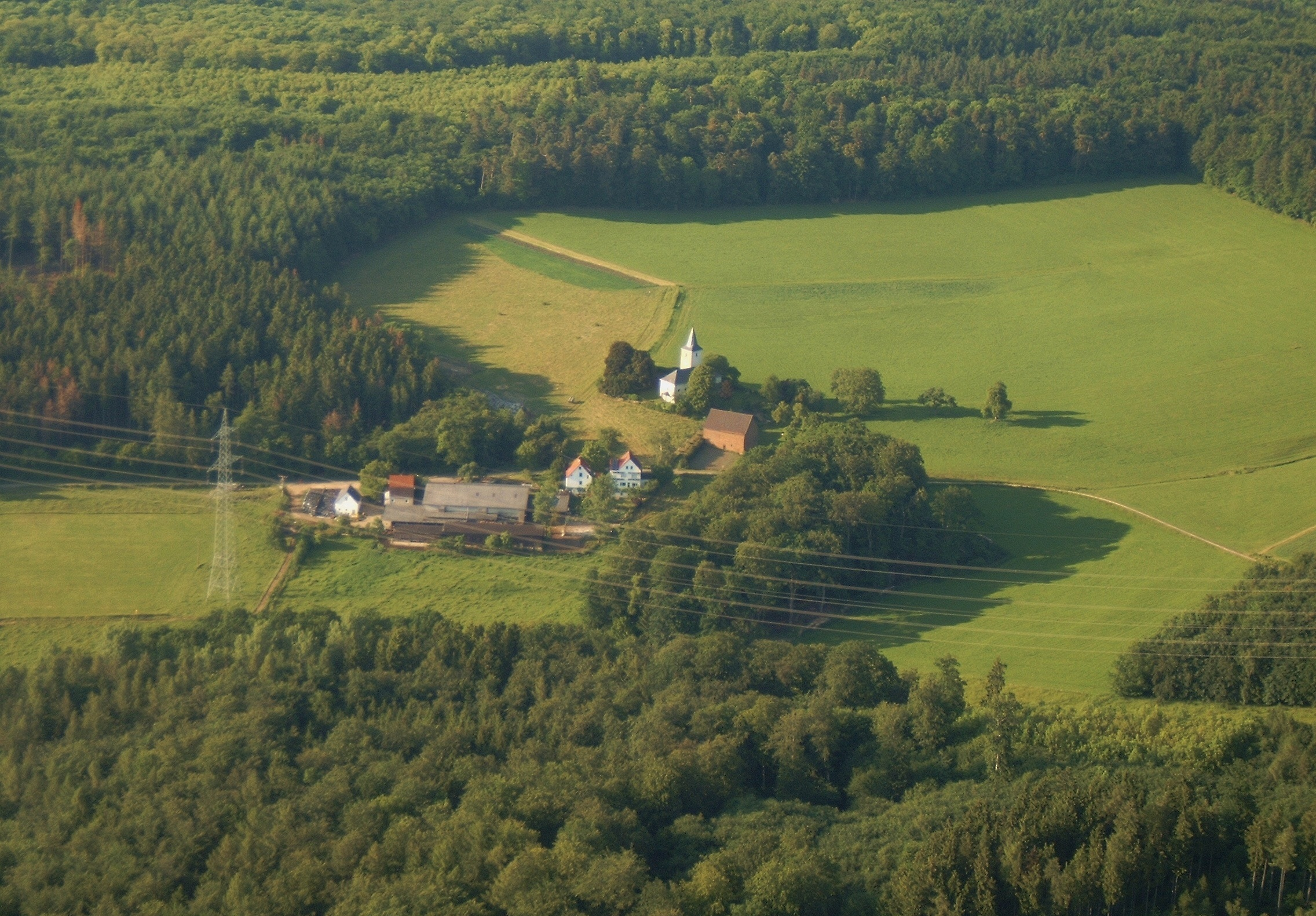
Luftaufnahme von Habenscheid

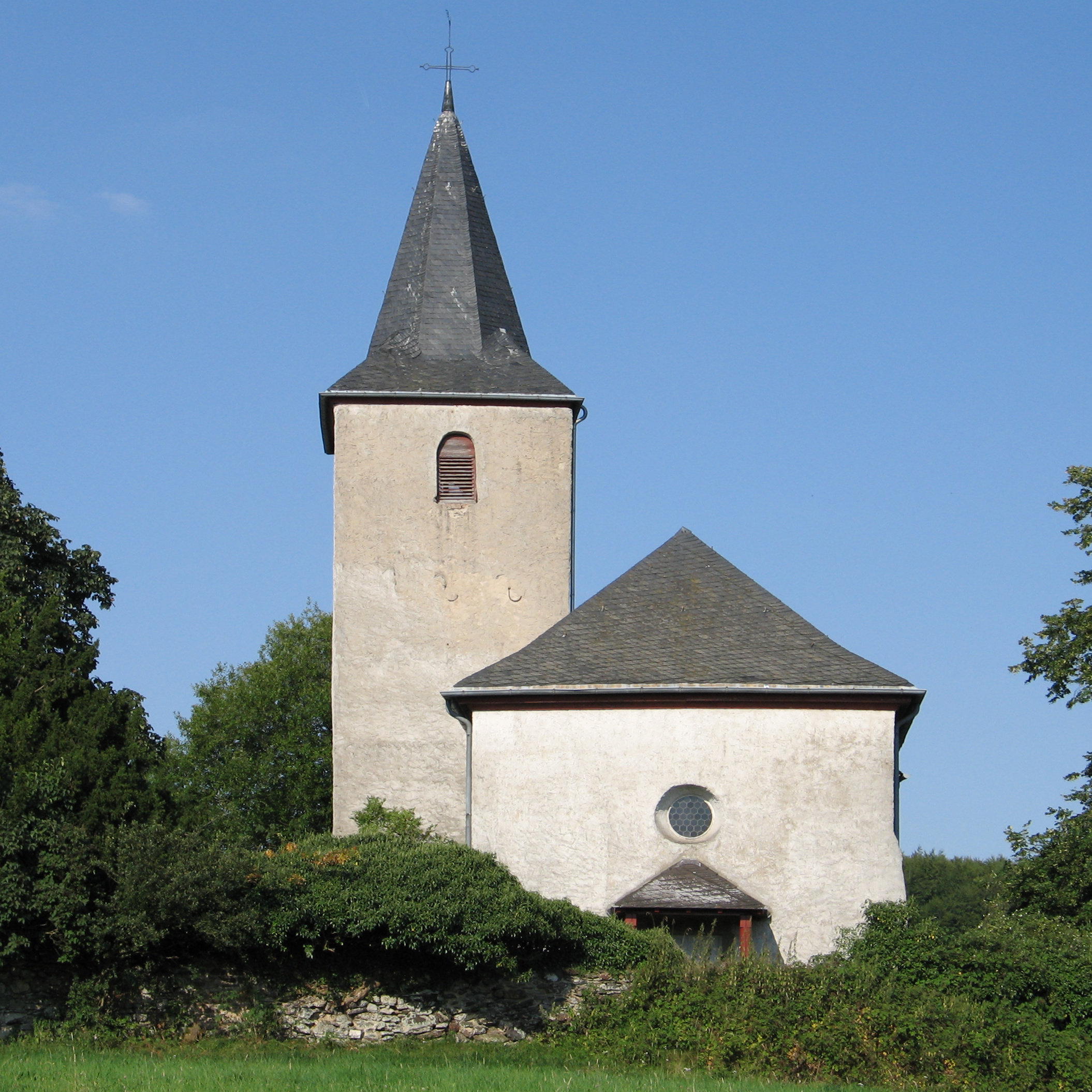
Die Kirche von Habenscheid im Jahr 2009.

Hof Habenscheid ist ein Ortsteil der Ortsgemeinde Wasenbach in Rheinland-Pfalz.

## Geschichte
Zahlreiche Hügelgräber im Waldgebiet der Fuchsenhöll bezeugen, dass die Gegend um Habenscheid bereits in der Bronzezeit besiedelt war. Diese Gräber liegen meist in der Nähe von alten Völkerwegen, die schon damals diese Gegend durchzogen. Erwähnenswert ist hier die Rintstraße zwischen Katzenelnbogen und Diez, die oberhalb von Habenscheid den Wald durchzieht. Die Rintstraße zweigt am Hühnerscherkopf (Waldgebiet bei Schönborn) von der Hessenstraße ab, die bereits zur Zeit der Kelten von Sankt Goarshausen über Nastätten, Katzenelnbogen und Hahnstätten bis weit ins heutige Hessen (Wetzlar, Kassel) verlief.
In einer Schenkungsurkunde Karls des Großen, datiert vom 9. Juli 790, wird Habenscheid unter dem Namen Abothisscheid das erste Mal erwähnt. Die Urkunde selbst ist nicht erhalten. Eine Arbeitsabschrift im Liber aureus von Prüm aus dem 10. Jahrhundert wird in der Stadtbibliothek Trier aufbewahrt. Hiernach schenkte Karl nach einem Gerichtsverfahren konfiszierte Güter des Adeligen Alpad im Lahn-, Einrich- und Engersgau dem Abt Assorius des Klosters Prüm. Der Name Abothisscheid könnte „Habichtswald“ bedeuten. Eine weitere Auslegung erklärt den Namen mit „zum Wald des Adalbold“. Die Forschung ist sich hier nicht einig.
In der Nähe von Habenscheid stand sehr wahrscheinlich noch das Dorf Wenigenscheid. Es gibt Quellen, die noch von einem dritten Dorf mit Namen Hinterhabenscheid berichten. Um 1190 war Habenscheid an Werner von Bolanden verliehen. Die Dörfer Habenscheid, Cramberg, Biebrich, Wasenbach und Wenigenscheid bildeten einen Bezirk, über den 1328 den Herrn von Westerburg die hohe Gerichtsbarkeit verliehen wurde. Dieser Bezirk schloss nordwestlich an das Gericht Katzenelnbogen an. Der Grenzverlauf zwischen Biebrich und Habenscheid ist über die Jahrhunderte konstant geblieben. Um 1350 nennt eine Beschreibung des Schaumburger Burgfriedens Habenscheid als Grenzort gegen das Katzenelnbogische. Weitere Beschreibungen liegen vor aus 1536, 1542 und 1643. Das Habenscheider Kirchspiel kam von den Grafen von Arnstein an Isenburg, dann durch Vermählung an Ruprecht III. von Nassau und durch dessen Tochter 1194 an die Grafen von Virneburg. Graf Gerlach Isenburg-Limburg überließ es 1279 seinem Schwiegersohn Heinrich von Westerburg. Westerburg verpfändete 1328 und 1435 das Gericht Habenscheid an Katzenelnbogen. Daher kam es 1479 an Hessen und wurde von diesem eingelöst. Bei der Leiningen-Westerburgischen Teilung machte es 1547 eine besondere Linie aus. Danach scheint Wasenbach aus dem Schaumburger Territorium ausgeschieden zu sein.
Um 1600 gehörte Wasenbach als reichsritterschaftliches Gebiet den Herrn von Kronberg. Kirchspielort und damit Gerichtsort und Zentrum der Herrschaft Schaumburg und des Dorfes Wasenbach war Habenscheid. Das Gericht in Habenscheid übte die hohe und niedrige Gerichtsbarkeit aus. Das Centgericht (schon um 1328) hatte das Recht, Todesurteile zu fällen und auch zu vollstrecken. Unrühmlich waren die Hexenprozesse und die Verbrennung der Verurteilten auf dem Scheiterhaufen zwischen 1629 und 1631. Aus einem Brief des Besitzers der Schaumburg, Christoph Graf zu Leiningen-Westerburg, geht hervor, dass 1632 Wasenbach von Solnischen (schwedischen) Reitern besetzt war. Diese wurden von spanischen Reitern überfallen und ausgeplündert. Die Schweden glaubten wohl an Verrat und verlangten Schadenersatz. Da dieser verweigert wurde, könnten sich die Schweden an Habenscheid schadlos gehalten haben. Wie so viele Orte, wurde auch Habenscheid im Dreißigjährigen Krieg dem Erdboden gleichgemacht. Von dem Zentrum Habenscheid selbst blieb neben der Kirche nur noch das Pfarrhaus bis ins 20. Jahrhundert erhalten.
Aus einer alten Urkunde geht hervor, dass bei einem Grenzbegang des Catzenelnebogener Gerichts vom 15. August 1643 die damaligen Gemeindegrenzen festgelegt bzw. bestätigt wurden. Die damaligen Gemarkungsgrenzen entsprechen in etwa noch den heutigen Grenzen. Die Grenzsteine wurden zwar im Laufe der Jahre ersetzt, aber heute noch lassen sich alte Steine aus dem 18. Jahrhundert an den Grenzen finden.
Die gesamte Herrschaft Schaumburg, somit auch Habenscheid, wurde 1656 an Agnes, die Witwe des Grafen Peter Melander von Holzappel, verkauft. Dadurch kam Habenscheid 1692 durch Erbgang an das Fürstentum Anhalt-Bernburg. Eine Beschreibung der Herrschaft Schaumburg aus dem Jahre 1680 besagt unter anderem: „Die Kirch zu Habenscheid ist von alters die rechte Pfarrkirch gewesen und auch noch, haben in diese Kirch gegangen die Herrschaft Schaumburg mit ihren Leuten, haben ihren Stand im Chor auf der linken Hand, seynd ihre Stühl grün angestrichen, danach seyn in die Kirch gegangen das Dorf Cramberg, Steinsberg, Biebrich, Wasenbach und die Berbacher… Diese Kirch steht noch auf Westerburger Hoheit… Die Kinder haben aus allen Dörfern so zu dieser Kirchen gehört nach Habenscheid in die Schul gangen…“
Bemerkenswert ist, dass die Grenze zwischen der Herrschaft Schaumburg und der Niedergrafschaft Katzenelnbogen mitten durch den Chorraum der Habenscheider Kirche ging. Angeblich hat der Grenzstein unter dem Altar gestanden.
Im 18. Jahrhundert werden Bergwerke in der Fuchsenhöll erwähnt. Zwei Schächte befanden sich nordöstlich der Habenscheider Kirche. Bis vor einigen Jahren stand noch ein alter Mutungsstein in dem Waldgebiet. Dieser wurde jedoch entwendet. 1806 erhielten die nassauischen Fürsten durch das napoleonische Diktat „Confederation du Rhin“ (Rheinbund) die Herrschaft Schaumburg als Teilgebiet des neugeschaffenen Herzogtums Nassau. 1866 wurde das Herzogtum durch Preußen annektiert. Spätestens hier dürfte nun auch die Selbstständigkeit von Habenscheid als eigenständiger Ort enden. Habenscheid wurde zu einer Domäne. 1864 übernahm sie Nikolaus Hergenhahn aus Balduinstein in Pacht. 1904 kaufte sein Nachfahre, Balduin Hergenhahn, die preußische Staatsdomäne. Ab 1934 stand das Jahrhunderte alte Pfarrhaus leer und verfiel. 1954 wurde es niedergelegt. Die heutige Siedlung hat zurzeit 10 Einwohner und besteht lediglich noch aus einem Bauernhof, zwei Wohnhäusern, einer Scheune und der Feldkirche.

## Feldkirche

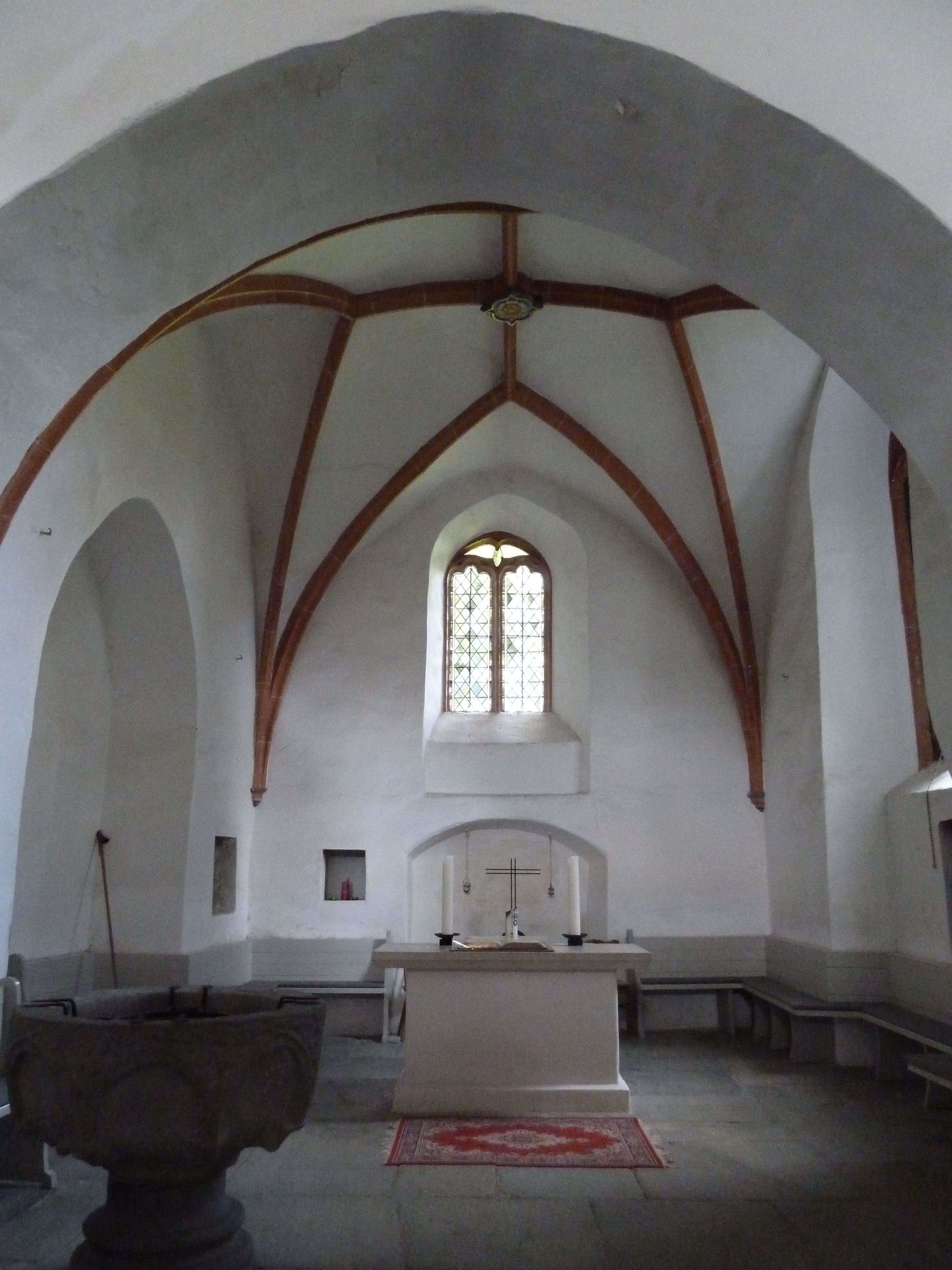
Chor mit Kreuzrippengewölbe, links Taufbecken aus Basaltstein

Diese Kirche gehört zu den ältesten Kirchen Mittelnassaus und ist eine Gründung von Benediktiner-Mönchen aus dem Kloster Bleidenstadt. Der Turm hat die Merkmale einer Wehrkirche und ist im romanischen Baustil errichtet. Er ist der älteste Teil des Bauwerkes und entstand bereits im 9. Jahrhundert. Dafür sprechen das Tonnengewölbe im unteren Geschoss, die Rundbogenfenster und die Beobachtungsschlitze. Rätselhaft sind die gemauerten Bruchsteine, die an der Außenwand des Chores sichtbar sind. Es könnte sich hier um Mauerreste der ersten aus Steinen errichteten Kirche in Habenscheid handeln. 
Für das Jahr 1261 ist ein Bleidenstadter Mönch als Pfarrer in Habenscheid bezeugt. Das Bruchsteinmauerwerk um den heute noch gelegentlich genutzten Friedhof zeigt an einigen Stellen ein Fischgrätenmuster, das ins Mittelalter zurückweist. Der älteste gekannte Begräbnisplatz in Habenscheid ist „Auf der Heide“. Diese Gemarkung ist heute größtenteils mit Wald bewachsen und liegt nordwestlich der Habenscheider Kirche unterhalb der L 323. In diesem Gebiet fand man 1901, 1909 und 1928 Urnen aus der jüngeren Steinzeit.
Bemerkenswert ist noch das schmiedeeiserne Turmkreuz. Es wurde wahrscheinlich im 13. Jahrhundert aus weichem, nicht rostendem Eisen gefertigt. In dem spätgotischen Chor steht ein Juwel, ein sehr seltener Taufstein, wahrscheinlich auch aus dem 13. Jahrhundert. Die Grafen Reinhard der VII und Georg von Leiningen-Westerburg führten in ihren Herrschaften Westerburg, Schadeck und Schaumburg 1563 die Reformation ein. Damit wurde Habenscheid protestantisch.
Im Laufe der Jahrhunderte hat die Kirche mehrere Um- und Anbauten erfahren, bevor der jetzige Zustand erreicht wurde. Am 12. Mai 1818 fand wieder einmal ein letzter Gottesdienst in der Feldkirche statt. Danach wollten angeblich Cramberger Bürger die Kirchenglocken nach Cramberg überführen. Als dieses ruchbar wurde, bewaffneten sich Steinberger und Wasenbacher Einwohner mit Mistgabeln und Dreschflegeln und verhinderten somit das Vorhaben der Cramberger. An einem 2. Pfingsttag fand in der Habenscheider Kirche ein weiterer letzter Gottesdienst statt. Die Inneneinrichtung und auch die Glocken, von denen zumindest eine aus dem ehemaligen Kloster Bärbach stammt, wurden der 1910 neu erbauten Kirche in Wasenbach zugeführt. Die Glocken tragen die Inschrift: „O REX GLORIAE VENI CUM PACE“ und „VOX EGO SUM VIATE. VOCOS VOS. ORARE VENITE.“ Übersetzt: „O König der Herrlichkeit, komme mit Frieden“, und „Ich bin die Stimme des Lebens. Ich rufe euch. Kommt zum Gebet“. Als Erinnerung an den damaligen „letzten“ Gottesdienst wird heute noch regelmäßig an Pfingstmontag ein Gottesdienst in der Feldkirche gefeiert. Die heutige im Turm befindliche Glocke wurde 1982 von dem Diezer Apotheker Hermann Wuth gestiftet und ersetzte die bis dahin noch vorhandene „Backesglocke“ aus dem Jahre 1681. Diese wurde 1994 entfernt und schmückt nun das Dach des alten Feuerwehrhauses in Wasenbach.